# NGC 643
NGC 643 je otvoreni skup u zviježđu Maloj vodenoj zmiji.

## Vanjske poveznice
- SEDS: NGC 0643